# Megasphaera sueciensis
La Megasphaera sueciensis   è una specie di batterio appartenente alla famiglia delle Acidaminococcaceae.